# Якубенко, Виктор Сергеевич
Виктор Сергеевич Якубенко — советский хозяйственный и государственный деятель, лауреат Государственной премии СССР за выдающиеся достижения в труде.

## Биография
Родился в 1940 году в Краснодарском крае. Член КПСС.
В 1959—2000 — токарь, бригадир комплексной бригады Пермского производственного объединения «Моторостроитель» им. Свердлова Министерства авиационной промышленности СССР.
За большой личный вклад в повышение качества и долговечности выпускаемых машин и механизмов был в составе коллектива удостоен Государственной премии СССР за выдающиеся достижения в труде 1985 года.
Жил в Перми.

## Награды
- Орден Трудовой Славы II степени
- Орден Трудовой Славы III степени